# Виробник органів Йоганнус

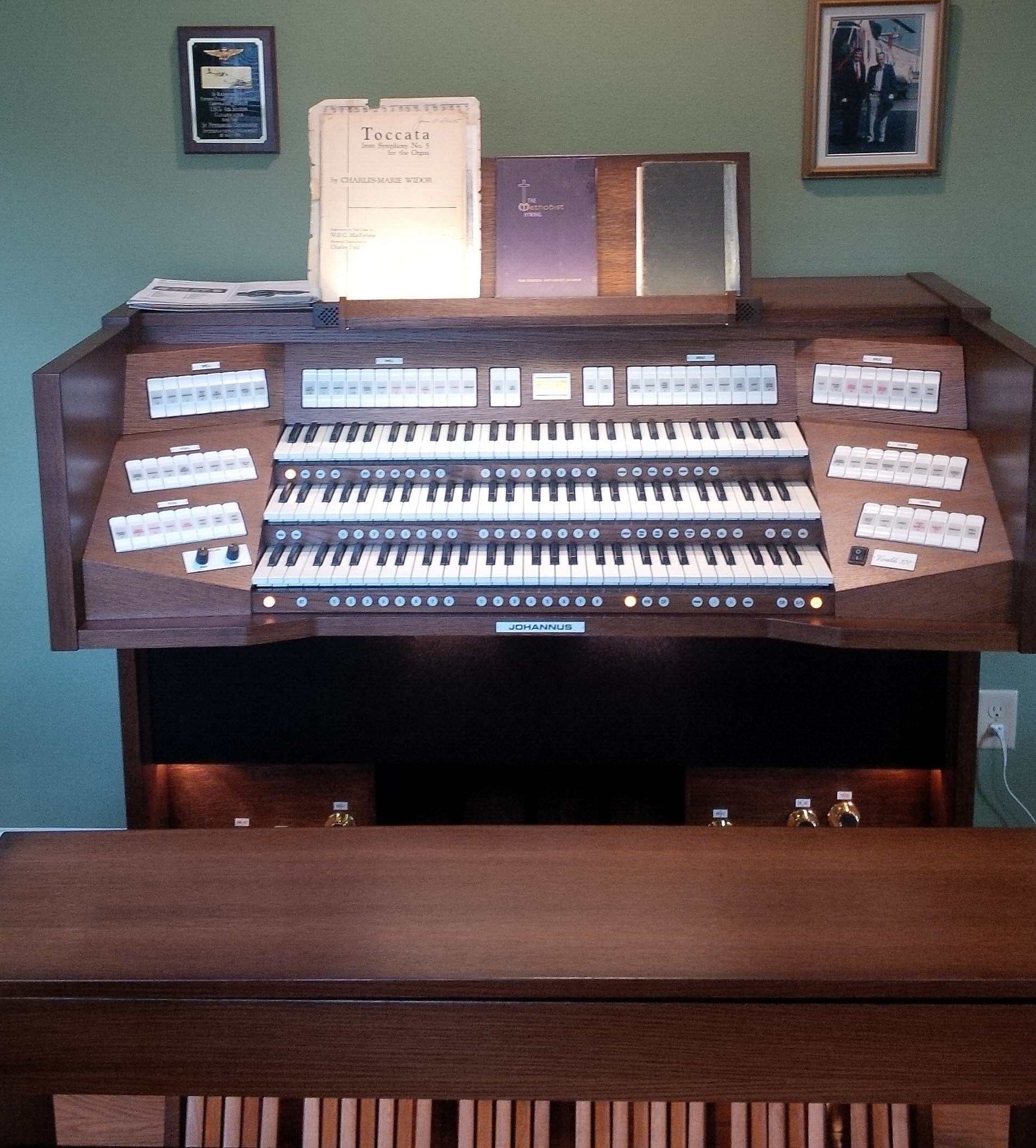
Електронний орган з 73 регістрами моделі Vivaldi 370™, виготовлений компанією «Йоганнус» у 2015 році

Виробник органів Йоганнус (нід. Johannus Orgelbouw) — голландський виробник електронних органів для домашнього та церковного використання, що базується в місті Еде, Нідерланди. 

## Історія
Фірма заснована у 1968 році Йоганнесом (Гансом) Верстегтом (1928–2011), який раніше розробляв електронні органи для фірм Eminent і Viscount. Перша фабрика розпочала роботу 1971 року в місті Венендал на вулиці Садовій (Tuinstraat). Після представлення органів Йоганнуса на голландській виставці аудіо- та відеообладнання Фірато в Амстердамі, їх експортували до всіх країн Європи.

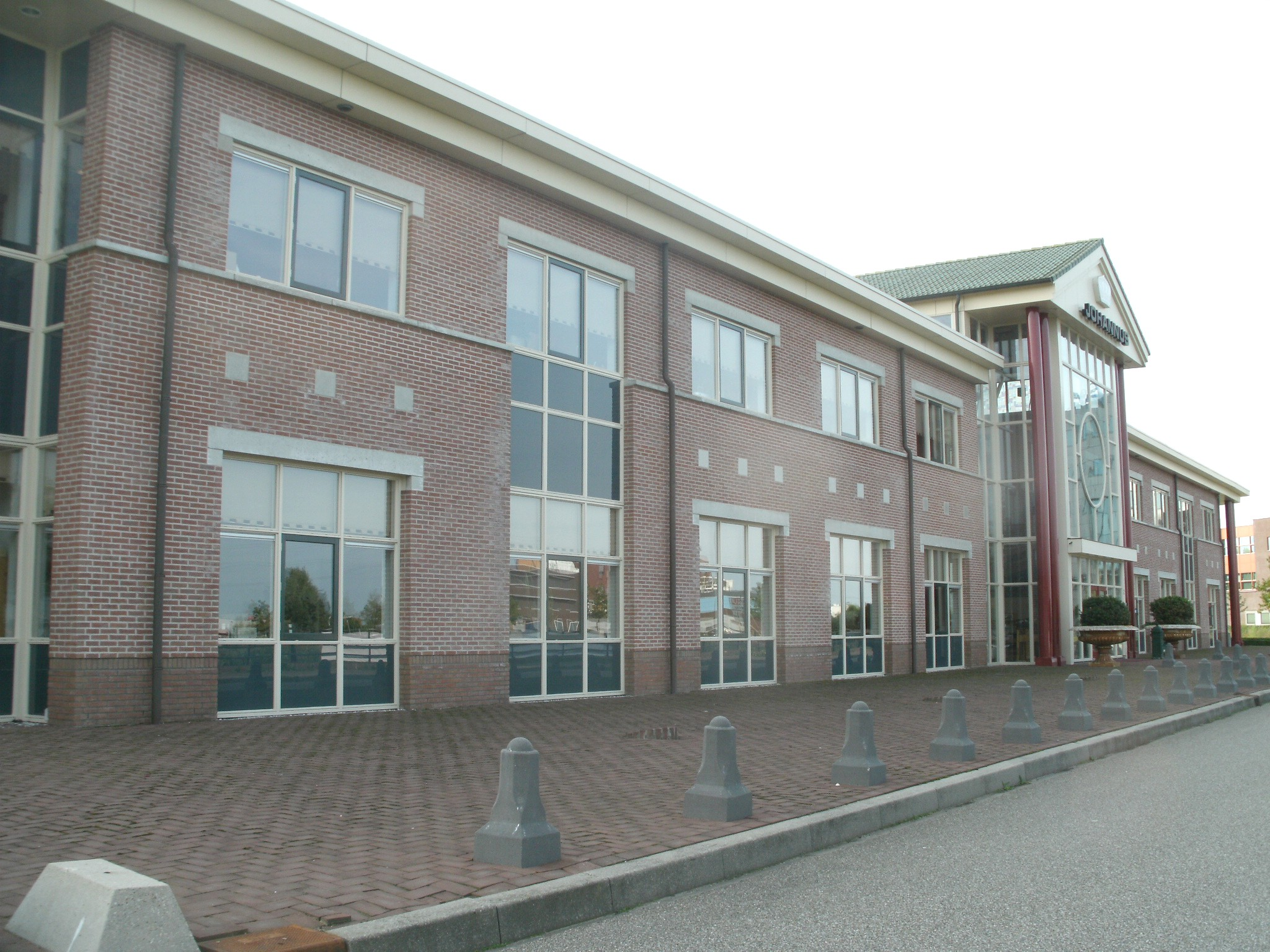
Фабрика органів Йоганнуса
в місті Еде, Нідерланди. 2011

У 1976 році була побудована нова фабрика для виробництва органів у місті Еде на вулиці Морзе, 28 (Morsestraat, 28), яка експортувала органи не тільки до країн Європи, але й до США, Канади, Південної Африки, Австралії та інших країн.
У 1985 році Ганс Верстегт звільнився з компанії, яку він заснував, і в 1987 році компанію «Йоганнус» придбав Герт ван де Верд, який запровадив для електронних органів семплування в режимі реального часу. На проспекті Кеплера, 2 (Keplerlaan, 2) в Еде в 2002 році були урочисто відкриті новий головний офіс і виробничий цех. Нова штаб-квартира побудована в неокласичному стилі кінця XIX століття і має концертний зал на 330 місць.
2009 року Герт ван де Верд передав компанію своїм двом синам, Маркові (маркетинг і продажі) та Рене (дослідження і розвиток). У 2014 році продукцію компанії експортували до понад 100 країн. У січні 2016 року компанія придбала американського виробника органів Rodgers Instruments. Крім відомої марки Johannus, компанія випускає продукцію з марками Rodgers, Makin і Copeman Hart.

## Технології
- 1968–1979 : діодна маніпуляція, аналогова техніка
- 1980–1986 : TMS, інтегральна схема, аналогова техніка
- 1987–1994 : цифровий 8-розрядний конвертор перетворювач M114, технологія дискретизації в реальному часі
- 1995–1996 : цифровий 18-розрядний конвертор перетворювач T9500, з набором семплів у стилі романтики та бароко
- 1997–2001 : цифровий 20-бітний перетворювач T9700, технологія I2C
- 2002–2010 : цифровий 24-розрядний конвертер T8000, 3 набори банків зразків
- 2011–дотепер : цифровий 24-розрядний конвертер T9000, 4 набори банків зразків
- 2012–дотепер : технологія OranjeCore
- 2016–дотепер : технологія Direct Streaming

## Художники компанії
- Фейке Асма (1912–1984)
- Клаас Ян Малдер (1930–2008)
- Андре ван Вліт (нар. 1969)